# Herbert Lumsden
Generalløjtnant Herbert Lumsden, CB, DSO, MC, psc (8. april 1897 – 6. januar 1945) var en britisk general under 2. verdenskrig.

## Tidlige karriere
Lumsden blev født i 1897 som søn af John Lumsden. Han fik sin uddannelse på Eton. Ved 1. verdenskrigs udbrud var han kun 17 år gammel. Han gjorde tjeneste i den territoriale hær i 10 måneder, indtil han blev optaget på militærakademiet i Woolwich. Han blev udnævnt til officer i artilleriet den 13. august 1916. Den 26. juli 1918 blev Lumsden tildelt Military Cross. Begrundelsen lød:
| Citat | For bemærkelsesværdig tapperhed og hengivenhed for tjenesten under 13 dages uafbrudt kamp, som leder af en fremskudt sektor. Han viste til stadighed stor kølighed og mod overfor faren, holdt sin styrke i gang og meldte sig altid frivilligt, når en officer skulle sendes på patrulje. Som artilleriobservatør, blev han altid beskudt, når han flyttede sin observationspost og selv om han til sidst blev såret, fortsatte han med at arbejde og observere for sit batteri. | Citat |
|       | |       |

## Mellemkrigsårene
Den 19. april 1923 giftede Lumsden sig med Alice Mary Roddick i Northaw. De fik to sønner. Lumsden fortsatte med at gøre tjeneste i artilleriet indtil den 24. juni 1925, hvor han blev overført til 12. Royal Lancers, et kavaleriregiment. I august samme år, blev han efter 8 år som løjtnant, forfremmet til kaptajn. Han var en ivrig rytter, trods sin højde på 1,83 m, og deltog i flere Grand National-væddeløb. I 1926 vandt han den prestigefyldte Grand Military Gold Cup ved Sandown på Foxtrot.
I 1929 var Lumsden på Staff College, Camberley og bestod kurset, hvilket gav ham ret til at sætte et psc efter sit navn. Efter at være blevet forfremmet til major i 1931, beklædte han forskellige stabsjob i kavaleriet i de næste fire år. Han var GSO-3 på Aldershot Command, og derpå brigademajor for 1. kavaleri-brigade. Efter en periode uden kommando, blev han GSO-2 på Staff College inden han i 1938 fik kommandoen over sit gamle regiment 12. Royal Lancers efter oberst Richard McCreery. Han havde fortsat kommandoen over regimentet, som nu var udstyret med pansrede biler, ved 2. verdenskrigs udbrud.

## 2. Verdenskrig
Lumsden fik megen ros for sin ledelse af regimentet under tilbagetrækningen til Dunkerque i 1940, som del af British Expeditionary Force. For sin indsats blev han tildelt Distinguished Service Order. Han blev forfremmet og havde kommandoen over en kampvognsbrigade, inden han blev udnævnt til general for 6. pansrede division hjemme i Storbritannien.
Den 5. november 1941, fik han overdraget kommandoen over den britiske 1. pansrede division. Det var i denne funktion, han første gang kom i kamp i Nordafrika. Han var ilter og ret ømskindet, og skændtes ofte med sine kolleger og overordnede. Skænderier om ordrer, bidrog meget til det britiske nederlag i Slaget ved Gazala. Han blev såret to gange i 1942 og fik en bjælke til sin DSO og da han kom tilbage, overlevede han Bernard Law Montgomerys udrensning blandt kommandørerne i den 8. Armé. Han blev udnævnt til kommandør for det 10. Korps inden det Andet slag om el-Alamein efter at Brian Horrocks havde afslået at tage posten. Lumsden kom ikke godt ud af det med Montgomery.
Montgomery var meget utilfreds med, at Lumsden tilsyneladende var tilbageholdende med at gennemføre energiske offensive operationer under slaget og hans påståede langsommelighed i forfølgelsen af det retirerende Afrikakorps. Lumsden blev frataget kommandoen i januar 1943, kort tid efter Alamein-slaget.
Lumsden fik herefter kommandoen over 8. Korps i Storbritannien, indtil han blev sendt til Stillehavet som Winston Churchills militære repræsentant overfor MacArthur. Han blev dræbt på stedet af et japansk kamikazefly, mens han stod på broen af USS New Mexico og betragtede bombardementet ved Lingayen Gulf den 6. januar 1945.